# Leichtathletik-Weltmeisterschaften 1993/Medaillenspiegel
Diese Tabelle zeigt den Medaillenspiegel der Leichtathletik-Weltmeisterschaften 1993 in Stuttgart. Die Platzierungen sind nach der Anzahl der gewonnenen Goldmedaillen sortiert, gefolgt von der Anzahl der Silber- und Bronzemedaillen (lexikographische Ordnung). Weisen zwei oder mehr Länder eine identische Medaillenbilanz auf, werden sie alphabetisch geordnet auf dem gleichen Rang geführt.
| Medaillenspiegel Stand nach allen 44 Entscheidungen | Medaillenspiegel Stand nach allen 44 Entscheidungen | Medaillenspiegel Stand nach allen 44 Entscheidungen | Medaillenspiegel Stand nach allen 44 Entscheidungen | Medaillenspiegel Stand nach allen 44 Entscheidungen | Medaillenspiegel Stand nach allen 44 Entscheidungen |
| Platz                                               | Land                                                | Gold                                                | Silber                                              | Bronze                                              | Gesamt                                              |
| --------------------------------------------------- | --------------------------------------------------- | --------------------------------------------------- | --------------------------------------------------- | --------------------------------------------------- | --------------------------------------------------- |
| 1                                                   | Vereinigte Staaten                                  | 13                                                  | 7                                                   | 5                                                   | 25                                                  |
| 2                                                   | Volksrepublik China                                 | 4                                                   | 2                                                   | 2                                                   | 8                                                   |
| 3                                                   | Russland                                            | 3                                                   | 8                                                   | 5                                                   | 16                                                  |
| 4                                                   | Großbritannien                                      | 3                                                   | 3                                                   | 4                                                   | 10                                                  |
| 4                                                   | Kenia                                               | 3                                                   | 3                                                   | 4                                                   | 10                                                  |
| 6                                                   | Deutschland                                         | 2                                                   | 2                                                   | 4                                                   | 8                                                   |
| 7                                                   | Spanien                                             | 2                                                   | 1                                                   | 2                                                   | 5                                                   |
| 8                                                   | Kuba                                                | 2                                                   | 1                                                   | –                                                   | 3                                                   |
| 9                                                   | Finnland                                            | 1                                                   | 2                                                   | –                                                   | 3                                                   |
| 10                                                  | Jamaika                                             | 1                                                   | 1                                                   | 3                                                   | 5                                                   |
| 11                                                  | Ukraine                                             | 1                                                   | 1                                                   | 2                                                   | 4                                                   |
| 12                                                  | Äthiopien                                           | 1                                                   | 1                                                   | 1                                                   | 3                                                   |
| 13                                                  | Namibia                                             | 1                                                   | 1                                                   | –                                                   | 2                                                   |
| 14                                                  | Algerien                                            | 1                                                   | -                                                   | 1                                                   | 2                                                   |
| 14                                                  | Japan                                               | 1                                                   | -                                                   | 1                                                   | 2                                                   |
| 16                                                  | Mosambik                                            | 1                                                   | –                                                   | –                                                   | 1                                                   |
| 16                                                  | Norwegen                                            | 1                                                   | –                                                   | –                                                   | 1                                                   |
| 16                                                  | Schweiz                                             | 1                                                   | –                                                   | –                                                   | 1                                                   |
| 16                                                  | Tadschikistan                                       | 1                                                   | –                                                   | –                                                   | 1                                                   |
| 16                                                  | Tschechien                                          | 1                                                   | –                                                   | –                                                   | 1                                                   |
| 21                                                  | Italien                                             | –                                                   | 3                                                   | 1                                                   | 4                                                   |
| 22                                                  | Belarus                                             | –                                                   | 2                                                   | 2                                                   | 4                                                   |
| 23                                                  | Australien                                          | –                                                   | 1                                                   | –                                                   | 1                                                   |
| 23                                                  | Irland                                              | –                                                   | 1                                                   | –                                                   | 1                                                   |
| 23                                                  | Kasachstan                                          | –                                                   | 1                                                   | –                                                   | 1                                                   |
| 23                                                  | Polen                                               | –                                                   | 1                                                   | –                                                   | 1                                                   |
| 23                                                  | Portugal                                            | –                                                   | 1                                                   | –                                                   | 1                                                   |
| 23                                                  | Sambia                                              | –                                                   | 1                                                   | –                                                   | 1                                                   |
| 29                                                  | Bulgarien                                           | –                                                   | –                                                   | 1                                                   | 1                                                   |
| 29                                                  | Dänemark                                            | –                                                   | –                                                   | 1                                                   | 1                                                   |
| 29                                                  | Kanada                                              | –                                                   | –                                                   | 1                                                   | 1                                                   |
| 29                                                  | Niederlande                                         | –                                                   | –                                                   | 1                                                   | 1                                                   |
| 29                                                  | Österreich                                          | –                                                   | –                                                   | 1                                                   | 1                                                   |
| 29                                                  | Rumänien                                            | –                                                   | –                                                   | 1                                                   | 1                                                   |
| 29                                                  | Somalia                                             | –                                                   | –                                                   | 1                                                   | 1                                                   |
| 29                                                  | Ungarn                                              | –                                                   | –                                                   | 1                                                   | 1                                                   |